# Dorotea di Curlandia
Dorothea von Biron, duchessa di Dino, Talleyrand e Sagan, nota semplicemente come la Duchessa di Dino o come Dorothée de Courlande o Dorothé de Dino (Berlino, 21 agosto 1793 – Żagań, 19 settembre 1862), fu una nobildonna baltica-tedesca, principessa di Curlandia per nascita. Sua madre era Dorothea von Medem, duchessa di Curlandia, e sebbene il marito di sua madre, il duca Peter von Biron, la riconobbe come propria, il suo vero padre potrebbe essere lo statista polacco Aleksander Batowski, rendendola così per metà polacca. Fu un'amante dello statista francese Talleyrand e la moglie di suo nipote, Edmond de Talleyrand-Périgord.

## Biografia

### Infanzia ed educazione

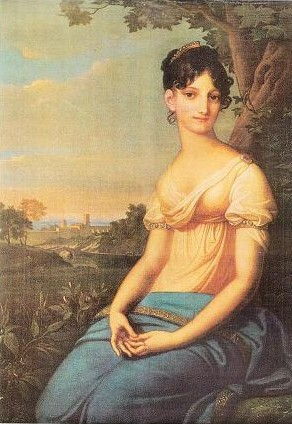
La principessa Dorotea von Biron ritratta a 17 anni nel 1810

Dorotea nacque a Friedrichsfelde, vicino a Berlino, quarta ed ultima figlia della Duchessa Dorotea di Curlandia, che era da allora separata dal marito, il Duca Peter di Curlandia. La paternità di Dorotea è contestata ma generalmente assegnata a Aleksander Batowski, un ministro plenipotenziario polacco del Ducato di Curlandia, suo padre biologico fu uno stretto collaboratore del suo amante Talleyrand durante il periodo napoleonico. 
Le sue tre sorellastre maggiori, tutte figlie legittime del Duca furono: la Principessa Guglielmina, Duchessa di Sagan; la Principessa Paolina, Duchessa di Sagan; e la Principessa Giovanna Caterina, Duchessa di Acerenza. Il Duca di Curlandia la riconobbe, ciò le dava diritto al titolo di Principessa di Curlandia. Fu educata in Germania.

### Matrimonio
Alla ricerca di una ricca ereditiera per suo nipote Edmond, Talleyrand chiese allo Zar Alessandro I di Russia di intervenire presso la madre di Dorotea affinché Edmond potesse sposarla. Il matrimonio avvenne il 21 e 22 aprile 1809 a Francoforte nel bel mezzo delle guerre napoleoniche, officiato da un amico di Talleyrand, il Principe-Vescovo Emmerich Joseph, duc de Dalberg, e così Dorotea diventò la comtesse Edmond de Périgord e pronipote di Charles-Maurice de Talleyrand-Périgord, principe di Benevento. Educata in Germania, si era immersa nella società francese, dove rappresentava il nemico. Le sue tre sorelle, altrettanto anti-francese, non aiutarono il suo matrimonio e, nonostante la nascita di tre figli, diventò infelice, con Edmond più interessato al gioco, la guerra e alle altre donne piuttosto che sua moglie.
La caduta del primo impero francese e il Congresso di Vienna (a cui Talleyrand era designato a rappresentare la Francia) favorirono una relazione tra Dorotea e Talleyrand. Durante la sua permanenza a Vienna teneva la sua casa nel Palais Kaunitz e fu a questo punto che Dorotea cominciò a svolgere un ruolo importante nella vita di Charles-Maurice, accompagnandolo al Congresso di Vienna e probabilmente diventando la sua amante poco dopo il 1815. Il 31 agosto 1817, Talleyrand fu fatto duca e pari di Francia da Luigi XVIII di Francia, e il 2 dicembre gli fu concesso anche il ducato di Dino (un'isola al largo della costacalabrese) da Ferdinando I delle Due Sicilie come riconoscimento per i servizi a Vienna. Il ducato di Dino fu immediatamente trasmesso a suo nipote e sua moglie e così Dorotea divenne anche duchessa di Dino. Il 24 marzo 1818 lei e suo marito si separarono, anche se ciò fu solo formalmente pronunciato il 6 novembre 1824.

### Duchessa di Dino e Talleyrand e duchessa di Sagan

Dorotea di Curlandia, duchessa di Dino e Talleyrand ritratta da Robert Lefèvre nel 1815, Palazzo di Rundāle

Il 3 luglio 1820 Talleyrand lasciò Parigi per Valençay accompagnato da Dorotea, allora incita del suo terzo figlio, Pauline, la cui paternità è qualche volta attribuita a Talleyrand. Nonostante la sua compagnia (39 anni maggiore di lei) prese diversi amanti, guadagnandosi una fama di seduttrice formidabile e partorendo tre figlie illegittime (una delle quali, nata nel 1816, fu forse Božena Němcová, la grande scrittrice ceca, avuta da conte Karl Johannes Clam Martinic, il suo amante al Congresse di Vienna; le altre due, Antonine e Julie Zulmé, nacquero nel 1825 e nel 1827).
Diventò Duchessa di Talleyrand il 28 aprile 1838. Il 6 (o 8) gennaio 1845, il Re di Prussia investì Dorotea del titolo di Duchessa di Sagan (con lo speciale privilegio per il ducato di essere trasmesso sia per la linea femminile che per quella maschile), così suo figlio Louis-Napoléon, figlioccio di Napoleone, ed il nipote di Louis-Napoléon Boson de Talleyrand-Périgord presero immediatamente il titolo di Principe di Sagan.
Quando Talleyrand diventò ambasciatore francese a Londra nel 1830, lei lo accompagnò e si sentiva più a suo agio lì che a Parigi, che lei detestava e dove l'intera Faubourg Saint-Germain le faceva sentire che era una straniera.  Questo fu un tema che durò tutta la vita: in Prussia era visto come troppo francese, a Parigi come troppo tedesca.

### Ultimi anni e morte

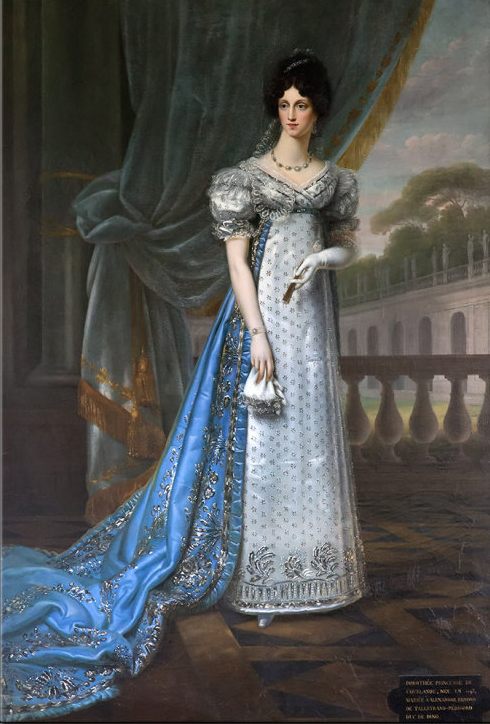
Dorothée, duchesse de Dino, in un ritratto degli anni '30 del XIX secolo

Dopo la morte di Talleyrand nel 1838, concesse il suo château de Rochecotte a sua figlia Pauline de Castellane nel 1847, avendo scelto nel 1843 di vivere in pompa al suo castello di Sagan in Slesia (costituito da 130 edifici su una superficie di 1.200 ettari, acquistata da suo padre e poi dalla sorella Paolina di Hohenzollern). Regnò su questo ducato immenso e ricco da sola, fino a quando non ebbe un incidente di carrozza nel mese di giugno 1861 e morì il 19 settembre 1862 a Sagan.
Nonostante il desiderio che aveva espresso a suo zio e probabile amante Talleyrand in una lettera dell'aprile 1838 e nel suo testamento, che il suo cuore fosse collocato nella sua tomba a Valencay, fu sepolto nella Kreuzkirche a Sagan, con la sua sorella e Guglielmina ed il figlio Louis.

## Discendenza
La principessa Dorotea von Biron e il duca Edmond de Talleyrand-Périgord ebbero:
- Napoléon Louis de Talleyrand-Périgord, III duca di Talleyrand[1] (12 marzo 1811-21 marzo 1898); sposò Anne Louise Charlotte de Montmorency il 26 febbraio 1829 a Parigi;
- Dorothée de Talleyrand-Périgord (1812–1814);
- Alexandre Edmond de Talleyrand-Périgord, III duca di Dino (Parigi, 15 dicembre 1813 - Firenze 9 aprile 1894); sposò Valentine de Sainte-Aldegonde l'8 ottobre 1839 a Beauregard;
- Pauline de Talleyrand-Périgord (29 dicembre 1820-1890); paternità disputata, attribuita a Charles Maurice de Talleyrand-Périgord.

Di paternità sconosciuta sono Antonine (nata nel 1825) e Julie Zulmé (nata nel 1827). Božena Němcová potrebbe essere stato generata con Karel Clam-Martinic (1792–1840), l'amante di Dorotea al Congresso di Vienna.

## Titoli e trattamento
- 1793-1809: Sua Altezza Serenissima, Dorotea, principessa di Curlandia
- 1809-1817: La Comtesse Edmond de Périgord (per quanto, come Principessa di Curlandia, potesse essere trattata come Sua Altezza Serenissima, non utilizzò mai questa designazione in Francia)
- 1817-1838: Madame la Duchesse de Dino
- 1838-1845 : Madame la Duchesse de Talleyrand
- 1845: Sua Altezza Serenissima, la Duchessa di Sagan (ora Żagań in Polonia)

## Le sue proprietà
- Château de Bouges (Indre), acquistato per lei nel 1818 da Charles-Maurice de Talleyrand-Périgord
- Château de Rochecotte (Indre e Loira), che domina la valle della Loira, acquistato per lei il 30 aprile 1828, ricostruito da lei. Scrisse di esso "Egli mi ha portato via da questo profondo rammarico e malinconia a questo dolce e tranquillo Rochecotte" ("Il me prend des profonds et mélancoliques regrets pour ce doux et tranquille Rochecotte..." - letter of 1862)
- Château de Sagan (Bassa Slesia, ora Żagań in Polonia), acquistato nel 1843 da sua sorella maggiore, Paolina, principessa di Hohenzollern-Hechingen
- Château de Günthersdorf (Bassa Slesia, oggi Zatonie in Polonia), acquistato nel 1840

## Le sue memorie
- Dorothée, princesse de Courlande, duchesse de Dino, Mémoires . Tome I, 1794-1808 : souvenirs d'enfance de la princesse de Courlande (texte établi par Clémence Muller). – Clermont-Ferrand : Paleo, coll. « Sources de l'histoire de France », 2003. – 173 p., 21 cm. – ISBN 2-84909-022-0.

Chronologicamente:
- - Mémoires. Tome II, 1831-1834 (texte établi par Clémence Muller). – Clermont-Ferrand : Paleo, coll. « Sources de l'histoire de France », 2003. – 258 p., 21 cm. – ISBN 2-84909-039-5.
  - Mémoires . Tome III, 1835-1837 (texte établi par Clémence Muller). – Clermont-Ferrand : Paleo, coll. « Sources de l'histoire de France », 2004. – 228 p., 21 cm. – ISBN 2-84909-065-4.
  - Mémoires . Tome IV, 1838-1840 (texte établi par Clémence Muller). – Clermont-Ferrand : Paleo, coll. « Sources de l'histoire de France », 2004. – 243 p., 21 cm. – ISBN 2-84909-071-9.
  - Mémoires . Tome V, 1840-1843 (texte établi par Clémence Muller). – Clermont-Ferrand : Paleo, coll. « Sources de l'histoire de France », 2004. – 244 p., 21 cm. – ISBN 2-84909-092-1.
  - Mémoires . Tome VI, 1844-1853 (texte établi par Clémence Muller). – Clermont-Ferrand : Paleo, coll. « Sources de l'histoire de France », 2004. – 220 p., 21 cm. – ISBN 2-84909-109-X.
  - Mémoires . Tome VII, 1854-1862 (texte établi par Clémence Muller). – Clermont-Ferrand : Paleo, coll. « Sources de l'histoire de France », 2004. – 203 p., 21 cm. – ISBN 2-84909-112-X.

## Collegamenti
- Casato di Talleyrand-Périgord